# Partido Quilmes
Quilmes ist ein Partido im Norden des Großraums Buenos Aires in der Provinz Buenos Aires in Argentinien. Der Verwaltungssitz ist die gleichnamige Stadt Quilmes. Laut der Volkszählung von 2022 hat die Partido 636.026 Einwohner auf 125 km².  Das Partido und die Stadt wurde nach dem indigenen Volk der Quilmes benannt.

## Städte und Ortschaften
Quilmes ist in sechs Ortschaften und Städte, sogenannte Localidades, unterteilt, welche untereinander verwachsen sind.
- Bernal
- Don Bosco
- Ezpeleta
- Quilmes
- San Francisco Solano
- Villa La Florida

## Wirtschaft
Quilmes ist der Namensgeber für eine argentinische Biermarke, Cerveza Quilmes, welche ursprünglich in dieser Gegend gebraut wurde.

## Religion
Im Jahr 1666 wurde die Kathedrale von Quilmes (Catedral de Quilmes auf Spanisch) gebaut. Im Jahr 1976 wurde durch eine päpstliche Bulle das Bistum Quilmes geschaffen. Der erste Minister war Padre Obispo Jorge Novak, der für seine Verteidigung der Menschenrechte während der Argentinischen Militärdiktatur (1976–1983)  bekannt war.

## Sport
In Quilmes sind zwei Fußballklubs beheimatet, der Quilmes AC der und der CA Argentino de Quilmes. Die Stadt zeichnet sich auch in vielen anderen Sportarten aus, unter anderem in Feldhockey, Basketball und Rugby. Bekannte Sportler wie Sergio Agüero, Lucas Ocampos oder Sergio Martínez wurden hier geboren.